# Biniatzent
Biniatzent és una de les alqueries que formen el municipi de Mancor de la Vall.
El seu nom és d'origen àrab, encara que no descifrat. També fou entregada al Paborde de Tarragona. Al febrer de 1241 apareix escrit Benizen. El procurador del dit Paborde, Bernat de Sagristà estableix a Bertan i a la seva dona Pereta les cases i algorfa de dita possessió. L'any 1367 apareix com a propietari Gerald Pons. El 26 de gener de 1457 el seu propietari és Jaume Coll i en dit dia ho ven a Bernat Reus, que habitava a la Parròquia d'Algaida. Aquesta Familia ha retingut una part de Biniatzent fins passat la meitat del segle actual. L'any 1560 és dels hereus de Blai Reus que morí intestat. A causa d'aquesta mort sense deixar hereu, es dividí en dues parts iguals entre els seus fills Bartomeu i Jaume, d'aleshores ençà es coneixen l'una com Biniatzent d'Alt i l'altra com Biniatzent de Baix.